# Герсон, Вениамин Леонардович
Вениамин Леонардович Герсон (1891, Туккум — 26 января 1940, Москва) — деятель советских спецслужб, майор государственной безопасности.

## Биография
Родился в еврейской семье, получил среднее образование. Член компартии с 1917. В 1918 секретарь Отдела военного контроля РВС Республики Советов. С 1919 секретарь Особого отдела ВЧК. С февраля 1920 по июль 1926 секретарь председателя ВЧК-ОГПУ Ф. Э. Дзержинского, одновременно с 1922 помощник управляющего делами ОГПУ. Много сделал для сбора документов для биографии Ф. Э. Дзержинского, работая в Комиссии по увековечению его памяти. С 1936 помощник начальника секретариата НКВД СССР. С 1938 года начальник управления Центрального совета спортивного общества «Динамо».
Арестован 3 марта 1938. Обвинялся в участии в контрреволюционной террористической организации. На следствии сознался, что шпионил в пользу Латвии и Польши. На суде же заявил: «В итоге пыток и истязаний вынудили подписать ложные показания. Действовал следователь Родос. Избивали по девять дней подряд… Если будет доказана моя виновность, то спокойно приму расстрел». Расстрелян по приговору Военной коллегии Верховного Суда СССР 26 января 1940. Похоронен на Донском кладбище. Реабилитирован посмертно 5 ноября 1955.

## Адрес
Москва, Большой Комсомольский переулок, дом 3-А, квартира 67.

## Звания
- Майор государственной безопасности, 5 декабря 1935[2].

## Награды
- Знак «Почётный работник ВЧК-ГПУ (V)» (1923).
- Знак «Почётный работник ВЧК-ГПУ (XV)» (1932).